# پورت مودی
پورت مودی شهری است در ونکوور بزرگ در بریتیش کلمبیای کانادا که انتهای شرقی شاخاب بورارد را دربر می‌گیرد.
مجموع شهرهای پورت کوکیتلام، کوکیتلام و پورت مودی به شهرهای سه‌گانه مشهورند و پورت مودی کوچکترین آن‌هاست.
پورت مودی از شرق و جنوب هم‌مرز با شهر کوکیتلام، از غرب با برنابی و از شمال پیوسته به روستاهای بلکارا و انمور و همجوار با ناهمواری‌های سلسله کوه‌های ساحلی در شمال و شمال غربی است.
طبق آمار سرشماری سال ۲۰۱۱ زبان مادری ۲/۵٪ از اهالی این شهر (۹/۵٪ از کسانی که به زبان‌های غیر رسمی تکلم می‌کنند) فارسی است.
این شهر نام خود را ریچارد مودی اولین ستوان فرماندار مستعمره بریتیش کلمبیا گرفته است.

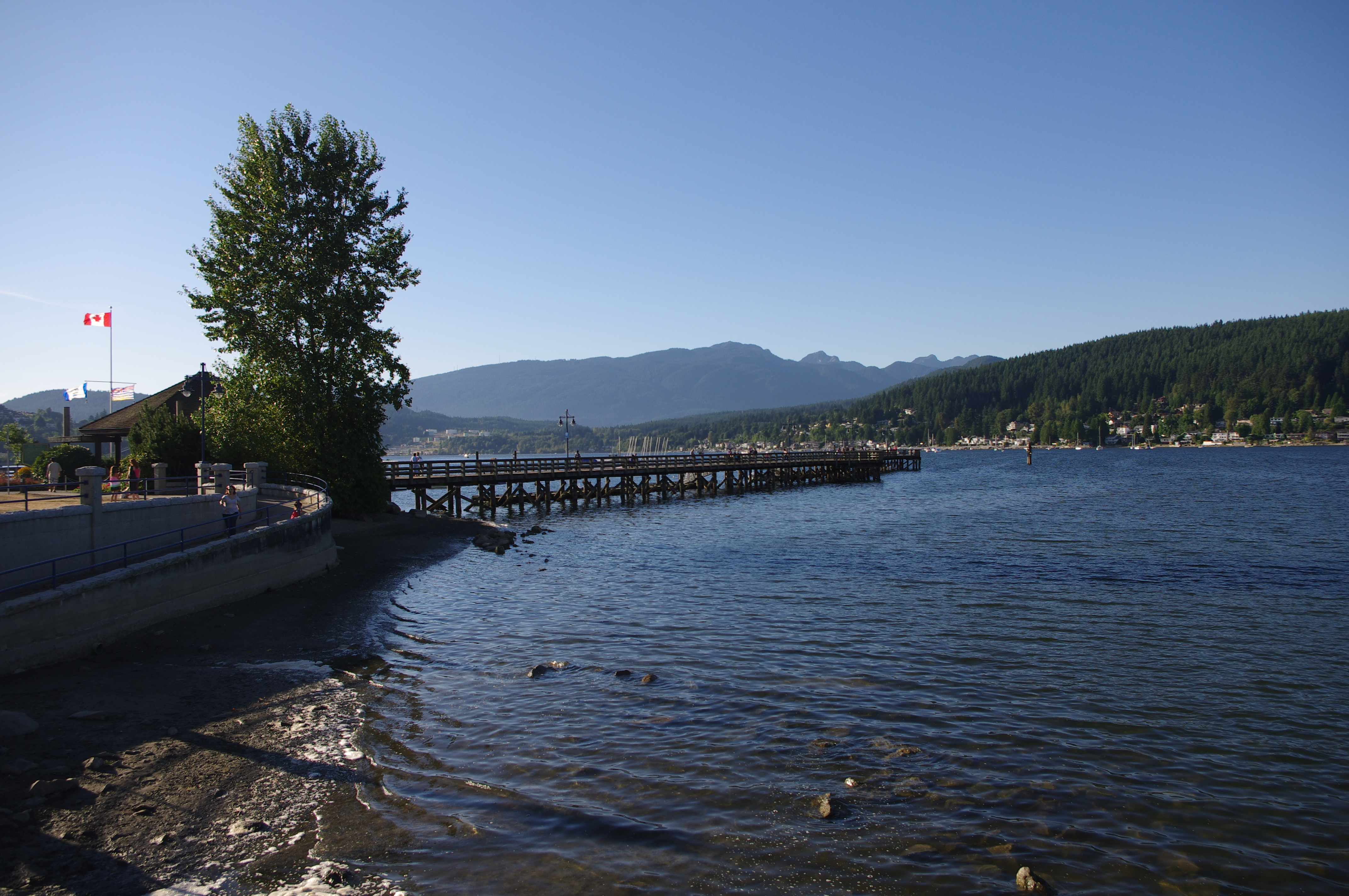
پارک راکی پوینت

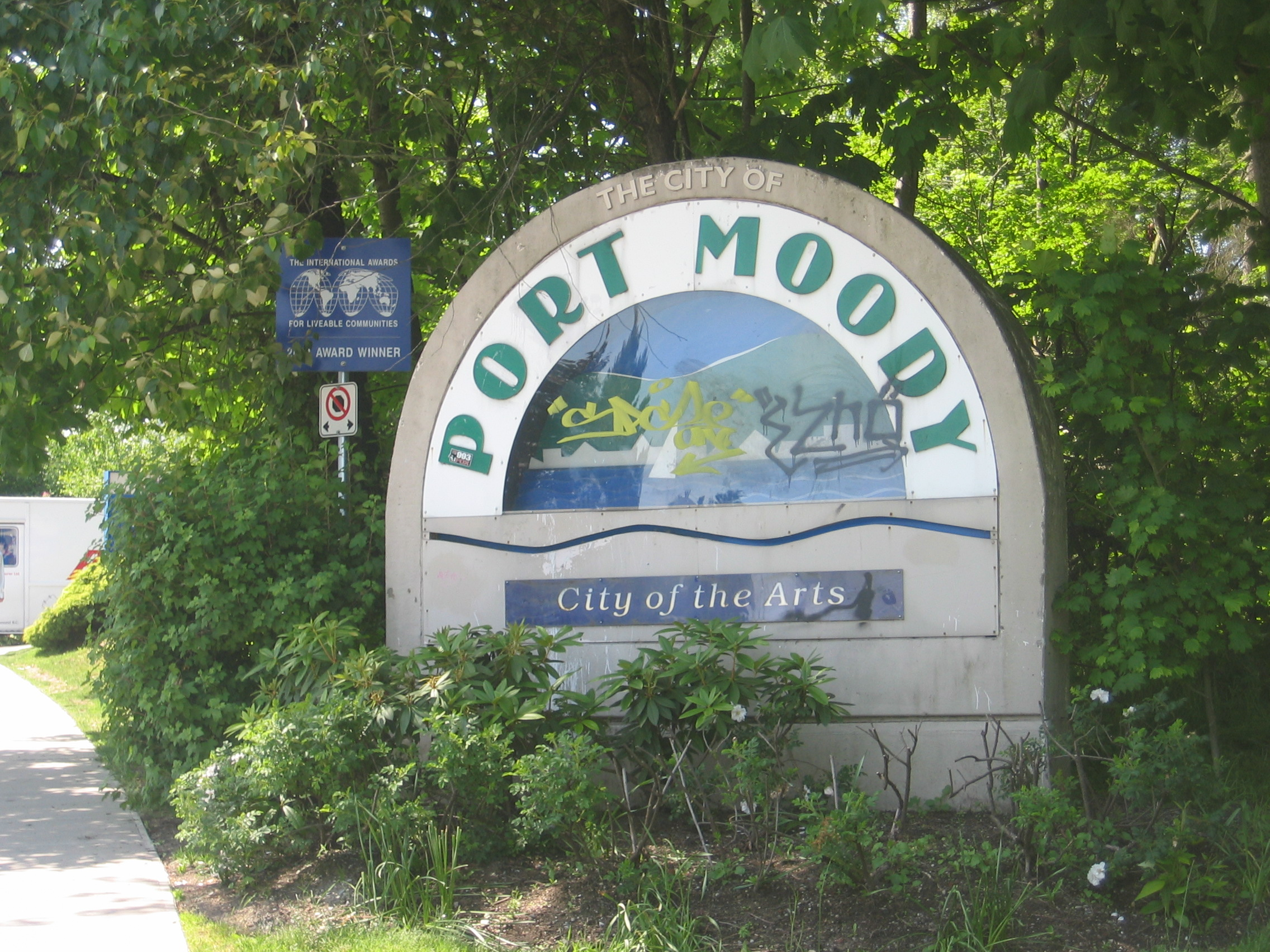
یکی از تابلوهای ورود به شهر پورت مودی

## تاریخچه
پورت مودی به نام مهندس سلطنتی، سرهنگ کلمنت ریچارد مودی نامگذاری شده و در پایان تلاشی دنباله‌دار برای اتصال نیو وست مینستر با شاخاب بورارد برای دفاع نیو وست مینستر از حمله احتمالی ایالات متحده تأسیس شده است.
پس از سال ۱۸۵۹ این شهر با کمک‌های مالی و اهدای زمین از سوی مهندسین سلطنتی مودی به سرعت رشد کرد و فرایند تفکیک آن از سال ۱۸۶۳ آغاز شد.
ساخت راه آهن سراسری از مهمترین عوامل پیوستن بریتیش کلمبیا به کنفدراسیون در سال ۱۸۷۱ بود و این شهر کوچک از زمانی که در سال ۱۸۷۹ اعلام شد پایانه‌ای از راه‌آهن کانادا پسیفیک در آن احداث خواهد شد مورد توجه قرار گرفت.
احداث راه آهن در ۷ نوامبر سال ۱۸۸۵ به پایان رسید و نخستین قطار روز بعد به پورت مودی رسید. قیمت املاک و مستغلات به‌سرعت افزایش یافت اما به زودی سقوط کرد به ویژه در سال ۱۸۸۷ هنگامی که خط دیگری در ونکوور ساخته شد.
در ۷ آوریل سال ۱۹۱۳ پورت مودی به عنوان یک شهر به ثبت رسید.

## شهر هنر
در ۱۶ ژوئن ۲۰۰۴ پورت مودی رسماً به عنوان «شهر هنر» نامگذاری شد.
از لحاظ تاریخی پورت مودی محلی برای هنرمندان به دلیل پایین بودن اجاره و مناظر و محیط زیبا است. امروزه این شهر میزبان چندین جشنواره سالانه هنری گروه‌های مختلف و امکانات متنوع برای کمک به پرورش خلاقیت‌های جامعه است.